# John Bello Story II
John Bello Story II ist ein Mixtape des deutschen Rappers Kool Savas. Es erschien am 17. Oktober 2008 über sein Label Optik Records als Standard-, Premium- und Limited-Edition, inklusive Bonus-CD und DVD. Am 27. März 2009 wurde eine Remixversion des Albums als Brainwash Edition veröffentlicht.

## Produktion
An der Produktion des Albums waren die Musikproduzenten Melbeatz, Amar, Ronald Mack Donald, Sir Jai, Sti, Strike Beatz, Mad Skill, Ryo Roesch, Riptor, Stiffla, Peerless und Jopez beteiligt. Zudem produzierten Kool Savas selbst und Tua je ein Lied der Brainwash Edition.

## Covergestaltung

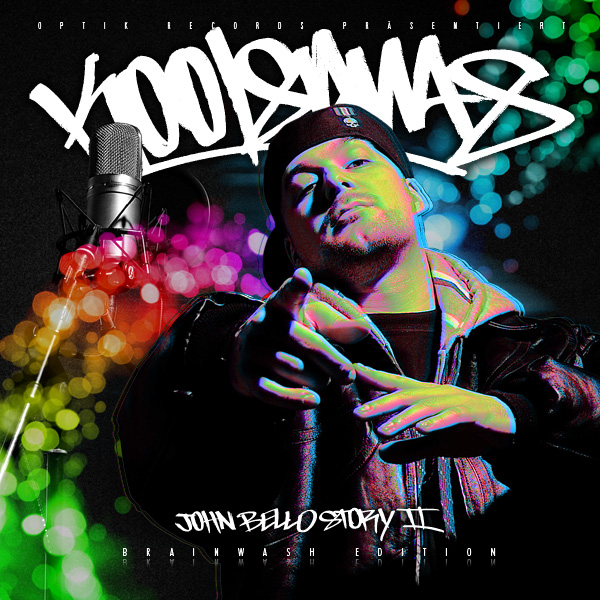
Cover der Brainwash Edition

Das Albumcover der Standard-Edition ist in roten Farbtönen gehalten und zeigt Kool Savas, der ein Basecap trägt und mit dem Zeigefinger auf den Betrachter zeigt. Im oberen Teil des Bilds befinden sich die weißen Schriftzüge Optik Records präsentiert und Kool Savas, während der Titel John Bello Story II in Weiß im unteren Teil des Bilds steht. Am unteren Bildrand werden außerdem die beteiligten Künstler aufgezählt. Das Cover der Premium-Edition ist in Schwarz-weiß gehalten und zeigt Kool Savas, der auf den Betrachter herabblickt und beide Hände vor dem Körper ausstreckt. Die Schriftzüge sind wie auf der Standard-Edition angeordnet. Die Brainwash Edition ziert ein buntes Cover, auf dem Kool Savas mit seinem Zeigefinger auf den Betrachter zeigt.

## Gastbeiträge
Neben Kool Savas treten auf dem Mixtape viele weitere Künstler in Erscheinung. Dies sind vor allem Musiker, die damals bei seinem Label Optik Records unter Vertrag standen, wie die Rapper Amar, Ercandize, Caput, Kaas und Franky Kubrick sowie der Sänger Moe Mitchell, der auch unter den Pseudonymen Sizzlac und Mottaman auftritt. Weitere Gastbeiträge stammen von dem Sänger Amaris, dem US-amerikanischen Rapper 40 Glocc, dem russischen Rapper I.G.O.R., dem türkischen Rapper Dervizz und den deutschen Rappern Laas Unltd., Maeckes & Plan B, Olli Banjo, MoTrip und Jifusi. Außerdem sind auf der Massenkollaboration Beweis 2 - Mammut Remix noch die Rapper Kobra, Phreaky Flave, Germany, Favorite und Vega zu hören. Auf der Brainwash Edition arbeitete Kool Savas des Weiteren mit dem deutschen Rapper Curse und der US-amerikanischen Rapgruppe Dem Franchize Boyz zusammen.

## Titellisten
Standard-Edition:
| #  | Titel                           | Gastmusiker | Produzent          | Länge |
| -- | ------------------------------- | --- | ------------------ | ----- |
| 1  | Bagger                          | Sizzlac, Caput, Moe Mitchell | Sir Jai            | 3:37  |
| 2  | Fick nicht mit uns              | Amar, Ercandize, Moe Mitchell | Sir Jai            | 4:21  |
| 3  | Krone                           | Franky Kubrick, Moe Mitchell, Amaris | Strike Beatz       | 3:42  |
| 4  | Legt euch ins Zeug              | Amar, Kaas, Moe Mitchell | Ronald Mack Donald | 3:48  |
| 5  | Weil’s nicht anders geht        | Franky Kubrick, Caput, Sizzlac | Sti                | 3:38  |
| 6  | Charisma                        | 40 Glocc | Mad Skill          | 3:19  |
| 7  | Brainwash                       | Kaas, Sizzlac | Ryo Roesch         | 4:01  |
| 8  | Feuer                           | Ercandize, Amar, Caput, Mottaman | Amar               | 4:41  |
| 9  | Nur ein Skit                    | | Mad Skill          | 1:16  |
| 10 | Holiday Hoe                     | Franky Kubrick, Moe Mitchell | Ronald Mack Donald | 3:19  |
| 11 | Bellomann                       | Sizzlac, Caput | Melbeatz           | 3:34  |
| 12 | Letzeee Gooo (L.A.A.S.A.V.A.S.) | Laas Unltd. | Strike Beatz       | 4:46  |
| 13 | LOL                             | Amar, Ercandize | Sti                | 3:30  |
| 14 | Beweis 2 - Mammut Remix         | Olli Banjo, Plan B, Maeckes, Caput, MoTrip, Ercandize, Kobra, Franky Kubrick, Sizzlac, Laas Unltd., Jifusi, Phreaky Flave, Amar, Germany, Favorite, Kaas, Vega | Melbeatz           | 7:12  |

Bonus-CD der Premium- und Limited-Edition:
| # | Titel                                | Gastmusiker                                      | Produzent  | Länge |
| - | ------------------------------------ | ------------------------------------------------ | ---------- | ----- |
| 1 | Sondern Hundert                      | Maeckes & Plan B                                 | Peerless   | 3:45  |
| 2 | Das hier können sie uns nicht nehmen | Sinan, I.G.O.R., MoTrip                          | Stiffla    | 3:30  |
| 3 | Voldemort                            | Laas Unltd., Ercandize                           | Ryo Roesch | 3:42  |
| 4 | Horrormusic                          | Jifusi                                           | Jopez      | 2:40  |
| 5 | Ausser Kontrolle                     | Kaas, Franky Kubrick, Caput, Olli Banjo, Dervizz | Sti        | 4:45  |
| 6 | Krone – Riptor Remix                 | Franky Kubrick, Moe Mitchell, Amaris             | Riptor     | 3:28  |
| 7 | Brainwash – Stiffla Remix            | Kaas, Sizzlac                                    | Stiffla    | 5:03  |

Bonus-DVD der Limited-Edition:
| # | Titel                               | Länge |
| - | ----------------------------------- | ----- |
| 1 | Kool Savas @ Splash! 2008 (live)    | 50:00 |
| 2 | Krone (Musikvideo)                  | 3:45  |
| 3 | Beweis 2 – Mammut Remix (Making-of) | 5:30  |

Brainwash-Edition:
| #  | Titel                           | Gastmusiker | Produzent                      | Länge |
| -- | ------------------------------- | --- | ------------------------------ | ----- |
| 1  | Futurama                        | | Kool Savas, Ronald Mack Donald | 2:55  |
| 2  | So heiss                        | Amar, Ercandize, Curse | Sir Jai                        | 3:54  |
| 3  | Bagger                          | Sizzlac, Moe Mitchell, Caput | Sir Jai                        | 3:37  |
| 4  | Fick nicht mit uns (Tua Remix)  | Amar, Ercandize, Moe Mitchell | Tua                            | 4:02  |
| 5  | Legt euch ins Zeug              | Amar, Kaas, Moe Mitchell | Ronald Mack Donald             | 3:48  |
| 6  | Brainwash 2                     | Dem Franchize Boyz | Ronald Mack Donald, Melbeatz   | 3:37  |
| 7  | Feuer (Riptor Remix)            | Ercandize, Caput, Mottaman | Riptor                         | 5:01  |
| 8  | Charisma                        | 40 Glocc | Mad Skill                      | 2:55  |
| 9  | Krone (Strike Remix)            | Franky Kubrick, Moe Mitchell, Amaris | Strike Beatz                   | 4:00  |
| 10 | Holiday Hoe                     | Franky Kubrick, Moe Mitchell | Ronald Mack Donald             | 3:16  |
| 11 | Bellomann                       | Sizzlac, Caput | Melbeatz                       | 3:33  |
| 12 | Gladiator                       | Amar | Sir Jai, Stiffla               | 2:25  |
| 13 | Nur ein Skit                    | | Mad Skill                      | 1:16  |
| 14 | Letzeee Gooo (L.A.A.S.A.V.A.S.) | Laas Unltd. | Strike Beatz                   | 4:44  |
| 15 | Brainwash 3                     | Kaas, Sizzlac | Ryo Roesch                     | 4:16  |
| 16 | Beweis 2 – Mammut Remix         | Olli Banjo, Plan B, Maeckes, Caput, MoTrip, Ercandize, Kobra, Franky Kubrick, Sizzlac, Laas Unltd., Jifusi, Phreaky Flave, Amar, Germany, Favorite, Kaas, Vega | Melbeatz                       | 7:12  |
| 17 | Rapfilm                         | | Ronald Mack Donald, Melbeatz   | 3:29  |

DVD der Brainwash-Edition:
| #  | Titel                                 | Länge |
| -- | ------------------------------------- | ----- |
| 1  | Bellomovie (Proben, Live & Backstage) | 75:50 |
| 2  | Krone (Musikvideo)                    | 3:56  |
| 3  | Brainwash (Musikvideo)                | 5:51  |
| 4  | Beweis 2 – Mammut Remix (Musikvideo)  | 7:29  |
| 5  | Brainwash (Making-of)                 | 8:58  |
| 6  | Krone (live)                          | 2:24  |
| 7  | Bagger (live)                         | 1:12  |
| 8  | Brainwash (live)                      | 3:51  |
| 9  | Legt euch ins Zeug (live)             | 2:49  |
| 10 | Weil’s nicht anders geht (live)       | 2:17  |
| 11 | Fick nicht mit uns (live)             | 1:57  |
| 12 | Bellomann (live)                      | 1:20  |
| 13 | Holiday Hoe (live)                    | 3:02  |
| 14 | Bello Shot (Foto Slideshow)           | 4:40  |

## Rezeption

### Preise
John Bello Story II wurde bei den Hiphop.de Awards 2008 als „Bestes Album national“ ausgezeichnet.

### Rezensionen
| Professionelle Bewertungen | Professionelle Bewertungen                                          |
| -------------------------- | ------------------------------------------------------------------- |
| Kritiken                   |                                                                     |
| Quelle                     | Bewertung                                                           |
| laut.de                    | Sternsymbol · Sternsymbol · Sternsymbol · Sternsymbol · Sternsymbol |

Laut.de-Redakteur Max Brandl gab dem Tape in seinem Review vier von fünf möglichen Punkten. Es handle sich um ein „hochqualitatives Mixtape“ mit „Album-Substanz“.
Laut Rap.de-Redaktion handle es sich bei dem Tape im Grunde um ein „vollwertiges Album“, allerdings halte sich deren „Begeisterung für das Gesamtwerk stark in Grenzen“, was vor allem an den Beats und den „nicht zündenden“ Lines liege.

### Chartplatzierungen und Singles
Das Mixtape stieg am 31. Oktober 2008 auf Platz 10 in die deutschen Albumcharts ein und belegte in den folgenden Wochen die Ränge 42; 45 und 72, bevor es die Top 100 verließ. Nach Veröffentlichung der Brainwash Edition stieg das Album nochmal für eine Woche auf Position 45 in die Charts ein. Auch in Österreich und der Schweiz erreichte der Tonträger Platz 45 bzw. 13.
Als Singles wurden die Lieder Krone, Rapfilm und Futurama ausgekoppelt, sie konnten die Charts allerdings nicht erreichen. Zudem erschienen Musikvideos zu den Songs Feuer, Der Beweis 2 – Mammut Remix, Brainwash und Charisma.